# 福建右布政使
福建右布政使是清朝之官職，為福建巡撫之下屬，從三品。

## 歷任
- 趙林翹
- 周亮工
- 謝道
- 張尚
- 管起鳳
- 郭鳴鳳
- 董顯忠
- 金光祖
- 張颺
- 崔代
- 于際清